# هارولد یوری
هارولد کلایتون یوری (به انگلیسی: Harold Clayton Urey) (زاده ۲۹ آوریل ۱۸۹۳ - درگذشته ۵ ژانویه ۱۹۸۱) شیمی‌فیزیکدان آمریکایی بود که در سال ۱۹۳۴ جایزه نوبل شیمی به او داده شد.
او پیشگام کار بر روی ایزوتوپ هاست و نقش قابل توجهی در توسعه بمب اتم داشت. بخشی از شهرت او به خاطر آزمایش میلر-یوری و نمایش امکان تولید ماده آلی از ملکول‌های ساده‌تر است.
یوری متولد واکرتون، ایندیانا، ترمودینامیک را زیر نظر گیلبرت ان. لوئیس در دانشگاه کالیفرنیا، برکلی آموخت . پس از دریافت دکترای خود در سال 1923، بورسیه ای از سوی بنیاد آمریکایی-اسکاندیناوی برای تحصیل در موسسه نیلز بور در کپنهاگ اعطا شد . او قبل از اینکه دانشیار شیمی در دانشگاه کلمبیا شود، دانشیار پژوهشی در دانشگاه جان هاپکینز بود . در سال 1931، او کار با جداسازی ایزوتوپ‌ها را آغاز کرد که منجر به کشف دوتریوم شد.
در طول جنگ جهانی دوم، یوری دانش خود را در مورد جداسازی ایزوتوپ‌ها به مسئله غنی‌سازی اورانیوم تبدیل کرد . او سرپرستی گروه مستقر در دانشگاه کلمبیا را بر عهده داشت که جداسازی ایزوتوپ را با استفاده از انتشار گازی توسعه دادند . این روش با موفقیت توسعه یافت و به تنها روش مورد استفاده در اوایل دوره پس از جنگ تبدیل شد. پس از جنگ، یوری استاد شیمی در دانشگاه شیکاگو شد.
اوری حدس زد که جو اولیه زمین از آمونیاک، متان و هیدروژن تشکیل شده است. یکی از دانشجویان فارغ التحصیل شیکاگو، استنلی ال. میلر بود که در آزمایش میلر-اوری نشان داد که اگر چنین مخلوطی در معرض جرقه های الکتریکی و آب قرار گیرد، می تواند برای تولید اسیدهای آمینه که معمولاً بلوک های سازنده زندگی در نظر گرفته می شوند، برهم‌کنش ایجاد کند. کار با ایزوتوپ‌های اکسیژن منجر به پیشروی در زمینه تحقیقات دیرینه اقلیم شد. در سال 1958، او پستی را به عنوان استاد بزرگ در دانشگاه جدید کالیفرنیا، سن دیگو (UCSD) پذیرفت، و به ایجاد دانشکده علوم کمک کرد. او یکی از اعضای موسس مدرسه شیمی UCSD بود که در سال 1960 ایجاد شد. او به طور فزاینده‌ای به علوم فضایی علاقه‌مند شد و زمانی که آپولو 11 نمونه‌های سنگ را از ماه برگرداند، یوری آنها را در آزمایشگاه بررسی کرد. 